# New Zealand Football Championship
New Zealand Football Championship, även kallad ISPS Handa Premiership på grund av sponsorskäl är en halvprofessionell herrfotbollsliga i Nya Zeeland, som lyder under New Zealand Football. Ligan sparkade igång säsongen 2004/2005, och premiäromgången spelades den 15 oktober 2004. Seriespelet följs av ett slutspel, och vinnaren i grundserien samt slutspelssegraren är kvalificerade till OFC Champions League, om samma lag vinner slutspelet går den andra platsen till serietvåan. Säsongen löper från oktober-november till mars-april, alltså under det nyzeeländska sommarhalvåret, och seriespelet bedrivs oberoende av diverse regionala vinterserier. Serien är inte heller ansluten till något upp- och nedflyttningsystem.

## Klubbar säsongen 2020/2021
| Lag                | Ö      | Region      | Ort          | Arena                 | Underlag  | Kapacitet | Tränare           |
| ------------------ | ------ | ----------- | ------------ | --------------------- | --------- | --------- | ----------------- |
| Auckland City      | Nordön | Auckland    | Auckland     | Kiwitea Street        | Gräs      | 3 250     | José Figueira     |
| Canterbury United  | Sydön  | Canterbury  | Christchurch | English Park          | Konstgräs | 9 000     | Lee Padmore       |
| Eastern Suburbs    | Nordön | Auckland    | Auckland     | Madills Farm          |           | 1 000     | Tony Readings     |
| Hamilton Wanderers | Nordön | Waikato     | Hamilton     | Porritt Stadium       |           | 5 000     | Kale Herbert      |
| Hawke's Bay United | Nordön | Hawke's Bay | Napier       | Bluewater Stadium     | Gräs      | 5 000     | Chris Greatholder |
| Hawke's Bay United | Nordön | Hawke's Bay | Napier       | Bluewater Stadium     | Gräs      | 5 000     | Bill Robertson    |
| Team Wellington    | Nordön | Wellington  | Wellington   | David Farrington Park | Gräs      | 2 250     | Scott Hales       |
| Waitakere United   | Nordön | Auckland    | Auckland     | Seddon Fields         |           | 1 000     | Chris Milicich    |
| Wellington Phoenix | Nordön | Wellington  | Lower Hutt   | Fraser Park           | Gräs      | 750       | Paul Temple       |

## Segrare
| Säsong    | Segrare          | Segrare          |
| Säsong    | Grundserien      | Slutspelet       |
| --------- | ---------------- | ---------------- |
| 2004/2005 | Auckland City    | Auckland City    |
| 2005/2006 | Auckland City    | Auckland City    |
| 2006/2007 | Waitakere United | Auckland City    |
| 2007/2008 | Waitakere United | Waitakere United |
| 2008/2009 | Waitakere United | Auckland City    |
| 2009/2010 | Auckland City    | Waitakere United |
| 2010/2011 | Waitakere United | Waitakere United |
| 2011/2012 | Auckland City    | Waitakere United |
| 2012/2013 | Waitakere United | Waitakere United |
| 2013/2014 | Auckland City    | Auckland City    |
| 2014/2015 | Auckland City    | Auckland City    |
| 2015/2016 | Auckland City    | Team Wellington  |
| 2016/2017 | Auckland City    | Team Wellington  |
| 2017/2018 | Auckland City    | Auckland City    |
| 2018/2019 | Auckland City    | Eastern Suburbs  |
| 2019/2020 | Auckland City    | Auckland City    |
| 2020/2021 | Auckland City    | Team Wellington  |
| 2021/2022 |                  |                  |

## Maratontabell
Tabellen innehåller endast matcher från grundserien.
| Nr | Lag (säsonger)          | S   | V   | O  | F   | GM  | IM  | MS   | P   |
| -- | ----------------------- | --- | --- | -- | --- | --- | --- | ---- | --- |
| 1  | Auckland City (17)      | 282 | 200 | 47 | 35  | 699 | 276 | +423 | 647 |
| 2  | Waitakere United (17)   | 282 | 151 | 42 | 89  | 602 | 413 | +189 | 495 |
| 3  | Team Wellington (17)    | 282 | 145 | 54 | 83  | 613 | 445 | +168 | 489 |
| 4  | Canterbury United (17)  | 282 | 117 | 51 | 114 | 468 | 456 | +12  | 402 |
| 5  | Hawke's Bay United (16) | 247 | 88  | 45 | 114 | 413 | 516 | −103 | 309 |
| 6  | Southern United (16)    | 268 | 59  | 49 | 160 | 308 | 593 | −285 | 226 |
| 7  | Waibop United (12)      | 198 | 58  | 29 | 111 | 272 | 410 | −138 | 203 |
| 8  | YoungHeart Manawatu (9) | 154 | 51  | 25 | 78  | 245 | 344 | −99  | 178 |
| 9  | Eastern Suburbs (5)     | 84  | 43  | 14 | 27  | 176 | 114 | +62  | 143 |
| 10 | Wellington Phoenix (7)  | 114 | 28  | 20 | 66  | 183 | 289 | −106 | 104 |
| 11 | Hamilton Wanderers (5)  | 84  | 21  | 13 | 50  | 128 | 203 | −75  | 76  |
| 12 | Tasman United (4)       | 70  | 19  | 17 | 34  | 112 | 143 | −31  | 74  |
| 13 | Napier City Rovers (1)  | 21  | 7   | 5  | 9   | 39  | 48  | −9   | 26  |
| 14 | Wanderers (2)           | 30  | 6   | 4  | 20  | 43  | 68  | −25  | 22  |

## Anmärkningslista
1. 1 2  Varken ligan eller ens grundserien spelades klart, utan avbröts på grund av coronavirusutbrottet. Grundserieledarna Auckland City utsågs till vinnare av grundserien samt till nationella mästare.
2. 1 2  Wellington Phoenixs reservlag, A-laget spelar i A-League.
3. ↑  Southern United inkluderar "Otago United".
4. ↑  Waibop United inkluderar "Waikato".